# Зоряний шлях: Дивні нові світи (сезон 2)
Другий сезон американського телесеріалу «Зоряний шлях: Дивні нові світи» розповідає про капітана Крістофера Пайка та екіпаж корабля USS Ентерпрайз (NCC-1701) у 23 столітті, коли вони досліджують нові світи та виконують місії по всій галактиці протягом десятиліття до «оригінального серіалу».. Сезон ствоюється студією «CBS Studios» у співпраці з «Secret Hideout», «Weed Road Pictures», «HMRX Productions» і «Roddenberry Entertainment», а Аківа Голдсман і Генрі Алонсо Майєрс виступають шоуранерами.
Розробка додаткового серіалу «Зоряний шлях: Відкриття» почалася в січні 2020 року, коли Маунт, Ромейн і Пек знову зіграли свої ролі, та було офіційно замовлено в травні 2020-го. Автори серіалу вирішили повернутися до епізодичного оповідання оригінального серіалу, а не «Дискавері» — із більш серіалізованим підходом. Розробку другого сезону було анонсовано в січні 2022 року.

## У ролях
| Актор             | Роль                      |
| ----------------- | ------------------------- |
| Енсон Маунт       | Крістофер Пайк            |
| Ітан Пек          | Спок                      |
| Джесс Буш         | медсестра Кристина Чапель |
| Крістіна Чонг     | Ла'ан Нуньєн-Сінг         |
| Селія Роуз Гудінг | Нійота Ухура              |
| Мелісса Навія     | Еріка Ортегас             |
| Бабс Олусанмокун  | Джозеф Мбенга             |
| Ребекка Ромейн    | Номер Один (Зоряний шлях) |

## Епізоди
| № п/п | № в сезоні | Назва                                                           | Режисер         | Сценарист                        | Оригінальний показ | Оригінальний показ українською | Код            | Рейтинг        |
| --- | ---------- | --------------------------------------------------------------- | --------------- | -------------------------------- | ------------------ | ------------------------------ | -------------- | -------------- |
| 1 | 11         | «The Broken Circle» «Розірване коло»                            | Кріс Фішер      | Генрі Алонсо Маєр; Аківа Ґолдмен | 15 червня 2023     | Буде оголошено                 | Буде оголошено | Буде визначено |
| «Ентерпрайз» проходить техогляд. Уна відправлена в «тимчасову відпустку», а Крістофер Пайк тим часом шукає спосіб лишити її в Зоряному флоті. Командиром корабля на два тижні стає Спок. Начальниця служби безпеки Ла'ан Нуньєн-Сінг надсилає сигнал лиха з планети Каджитар IV, на якій поперемінно працюють Федерація та клінґони. Спок вирішує викрасти «Ентерпрайз» і полетіти на допомогу. Ревізорка Пелія викриває його намір, але вирішує допомогти, знаючи, що вулканець не зробив би цього без вагомої причини. На Каджитарі IV Ла'ан пояснює, що торговці дилітієм задумали поновити війну між Федерацією та Клінґонською імперією, щоб підвищити попит на дилітій. Лікар Джозеф М'Бенґа та медсестра Крістін Чапел проникають до шахт, де виявляють зореліт Федерації, захоплений клінґонами, який буде використано для провокації. Коли зореліт злітає, готуючись атакувати клінґонське судно, Спок віддає наказ знищити зореліт. Джозеф і Крістін встигають вистрибнути у космос і їх телепортують на борт «Ентерпрайза». Спок здобуває повагу від капітана врятованого судна, а командування знімає з нього звинувачення з огляду на користь для Федерації. В той час у простір Федерації входить корабель ґорнів. |            |                                                                 |                 |                                  |                    |                                |                |                |
| 2 | 12         | «Ad Astra per Aspera»                                           | Валері Весс     | Дана Горґан                      | 22 червня 2023     | Буде оголошено                 | Буде оголошено | Буде визначено |
| Наближається суд над Уною за приховування того, що вона іллірійка з незворотними генетичними модифікаціями. Пайк переконує іллірійську адвокатку з цивільних прав Ніру Кетул виступити на захист Уни. Кетул стверджує, що закон про заборону генетичних модифікацій несправедливий і застосовується непослідовно, і вказує на те, що адмірал Ейпріл порушив Головну директиву, коли вважав, що це було правильно. Ла'ан намагається з'ясувати як Зоряний флот дізнався, що Уна генетично модифікована і думає, що це через її запис у особистому журналі. Але в такому разі інформація була отримана незаконно. Уна розповідає як Федерація з упередженням ставиться до генетично модифікованих іллірійців і як це позначилося на її дитинстві. Вона пояснює, що приєдналася до Зоряного флоту, оскільки вважала, що знайде там захист від переслідувань. І вона ж сама видала себе, бо не хотіла більше приховувати свою сутність. Пайк визнає, що знав секрет Уни, але не виказав його, хоча за законом повинен був. Кетул користується цим, щоб апелювати до правила: будь-хто, шукаючи захисту від переслідувань, може звернутися за допомогою до Зоряного флоту. Суд приймає таке формулювання та виправдовує Уну і Пайка. |            |                                                                 |                 |                                  |                    |                                |                |                |
| 3 | 13         | «Tomorrow and Tomorrow and Tomorrow» «Завтра і завтра і завтра» | Аманда Роу      | Девід Рід                        | 29 червня 2023     | Буде оголошено                 | Буде оголошено | Буде визначено |
| Таємничий поранений чоловік з'являється на «Ентерпрайзі» і перед смертю дає Ла'ан пристрій для подорожей у часі. Пристрій переносить її в альтернативну реальність, де люди не входять до Федерації та потерпають від війни проти ромуланців. «Ентерпрайзом» командує Джеймс Тиберій Кірк, який відмовляє Споку в допомозі вулканцям. Джеймс не вірить розповіді Ла'ан, під час суперечки пристрій переносить обох у Торонто 2020-х років. Джеймс задоволений життям там, бо в його реальності Земля спустошена. Обоє стають свідками вибуху, Ла'ан здогадується, що це зробили ромуланці. Тікаючи від поліції, Ла'ан і Джеймс проникаються взаємною симапатією. Їм допомагає місцева жителька Сера, схиблена на теоріях змови. Ла'ан знаходить Пелію, що живе в цей час на Землі, спонукає її зайнятися інженерією, та отримує підказку як розшукати наступні ціль ромуланців — прототип реактора холодного синтезу. Сера виявляється ромуланкою, що не може тепер підірвати реактор, але має запасний план — убити малого Хана Нуньєна Сінгха, майбутнього злочинця, чиї дії проте приведуть до утворення Федерації. Сера застрелює Кірка та бореться з Ла'ан, яка вбиває Серу та рятує Хана. Ла'ан повертається на «Ентерпрайз» у виправлену реальність. Представниця часової поліції з майбутнього дякує їй та конфіскує пристрій для подорожей у часі. Ла'ан клянеться зберігати таємницю та потім зв'язується з тутешнім Кірком, який нічого не пригадує про втручання в історію. |            |                                                                 |                 |                                  |                    |                                |                |                |
| 4 | 14         | «Among the Lotus Eaters» «Серед лотофагів»                      | Едуардо Санчез  | Кірстен Беєр; Дейві Перез        | 6 липня 2023       | Буде оголошено                 | Буде оголошено | Буде визначено |
| Пайк засмучує Бетел, припускаючи, що їхні стосунки зашкодили її кар'єрі. Бетел дарує йому кулон, який на одній з планет, за повір'ям, допомагав повернутися морякам додому. «Ентерпрайз» отримує термінове завдання вирушити на планету Рігель VII, де зореліт був 5 років тому. Тоді там було виявлено примітивну цивілізацію, при контакті з якою загинув член команди. Знімки з космосу показують, що місцеві жителі знають про Зоряний флот. Команда «Ентерпрайза» повинна висадитися та знищити всі сліди, які лишилися від попереднього відвідування. Пайк, Лаан і М'Бенґа знаходять фортецю, в якій править Зак Нґуєн, якого вважали загиблим під час попередньої місії. Зак захопив владу та запровадив кастову систему, в якій жителі фортеці все пам'ятають, а жителі за межами щодня забувають хто вони. Причина цього — астероїди, що випромінюють особливу радіацію. Зак наказує кинути Пайка, Лаан і М'Бенґу до клітки і вони забувають хто вони. Їх відправляють у каменоломні, де Пайк здогадується, що так не повинно бути. Разом з колегами він тікає, узявши місцевого жителя. Лаан зазнає важкого поранення. Почувши легенду, що спогади зберігаються в замку Зака в скрині, Пайк пробивається всередину, перемагає Зака та дізнається, що в скрині лише звичайні речі. Сам замок блокує радіацію, бо складений з особливої руди. Екіпаж «Ентерпрайза» також втрачає пам'ять, але Еріка Ортегас, прийнявши пілотування, завдяки корабельному комп'ютеру пригадує мету місії та відводить зореліт від астероїдів. Після повернення Пайк наказує забрати найбільший астероїд з орбіти, позбавивши Рігель VII від радіації. Він вибачається перед Бетел, і вони відновлюють стосунки. |            |                                                                 |                 |                                  |                    |                                |                |                |
| 5 | 15         | «Charades» «Шаради»                                             | Джордан Каннінг | Кетрін Лін; Генрі Алонсо Маєрс   | 13 липня 2023      | Буде оголошено                 | Буде оголошено | Буде визначено |
| Спок і Чепел, досліджуючи таємничий вихор на руїнах цивілізації керковіанців, ледве не гинуть, але отямлюються неушкодженими. Їхній шаттл виявляється відремонтований, Чепел цілком у нормі, але Спок став з напівлюдини людиною. Згідно з повідомленням керковіанців, шаттл потрапив у їхній транспортний тунель і за законом уся ненавмисна шкода була виправлена. Проте вважаючи обох пасажирів представниками того самого виду, керковіанці «виправили» тіло Спока неправильно. Незабаром у Спока заручини Т'Прінг, чия мати Т'Пріл проти одруження. Мати Спока, Аманда Грейсон, прибуває на «Ентерпрайз», щоб допомогти Споку підготуватися. Спок не розповідає Т'Прінг про свій стан, хоча вона помічає, що з ним щось негаразд. Спок став надто емоційним, як для вулканця та боїться, що провалить необхідні для заручин ритуали. Чепел шукає спосіб повернути споку його подвійну природу і, зазнавши невдачі, звертається до керковіанців. Вона визнає, що кохає Спока, і керковіанці дають їй формулу ліків. Пайк, щоб виграти час, пропонує батькам Т'Прінг зіграти в шаради, видавши це за людський ритуал. Споку вдається виконати всі вимоги, останньою з яких стає встановленням телепатичного зв'язку з матір'ю. Тоді він розкриває Т'Пріл, що він людина, і отримує ліки. Ображена тим, що Спок приховав від неї свій стан, Т'Прінг вирішує перервати їхні стосунки. Пізніше Спок зізнається Чапел, що він також її кохає, і вони цілуються. |            |                                                                 |                 |                                  |                    |                                |                |                |
| 6 | 16         | «Lost in Translation» «Втрачено в перекладі»                    | Ден Лю          | Онітра Джонсон; Девід Рід        | 20 липня 2023      | Буде оголошено                 | Буде оголошено | Буде визначено |
| «Ентерпрайз» доставляє обладнання для будівництва космічної станції, що видобуває дейтерій з туманності. Нійота Ухура невдовзі бачить галюцинації страхітливих образів, включаючи смерть її батьків і колишнього інженера «Ентерпрайза» Геммера. Пелія всупереч наказу проявляє ініціативу та знаходить сліди диверсії. Саула Рамона, офіцера, відповідального за саботаж, відправляють у лазарет; в нього ті ж симптоми, що в Ухури. Рамон тікає з лазарету й намагається вчинити диверсію на «Ентерпрайзі». Ухура переслідує його і безуспішно намагається заспокоїти. Джеймс Кірк відвідує «Ентерпрайз» і рятує Ухуру перед тим, як Рамон спричиняє вибух і сам гине. Ухура обговорює свої галюцинації з Кірком, і він допомагає їй зрозуміти, що їй потрібно протистояти болісним спогадам про батьків і Геммера, а не ігнорувати їх. За допомоги Кірка та його брата Сема, ксеноантрополога, Ухура розуміє, що її галюцинації — це повідомлення від істот, які живуть у дейтерії та гинуть під час його переробки. Вони хотіли повідомити про загрозу для себе, скориставшись о́бразами зі спогадів людей. Тож Рамон саботував станцію, щоб спробувати захистити їх. Ухура пояснює це Пайку, і він наказує евакуювати станцію, а потім знищити її. |            |                                                                 |                 |                                  |                    |                                |                |                |
| 7 | 17         | «Those Old Scientists» «Ті давні дослідники»                    | Джонатан Фрейкс | Кетрін Лін і Білл Волкофф        | 27 липня 2023      | Буде оголошено                 | Буде оголошено | Буде визначено |
| У XXIV столітті енсіну Бреду Боймлеру з USS «Керрітос» доручають дослідити стародавній портал. Портал випадково активується та переносить його назад у часі на 120 років, коли той самий портал досліджує команда «Ентерпрайза». Боймлер намагається стримати своє хвилювання від зустрічі зі знаменитими дослідниками, а також не допустити зміни історії своїми знаннями про майбутнє. Коли поряд з'являється зореліт оріонців, Боймлер попереджає, що це дослідницький корабель, а не піратський, як вважалося. Оріонці забирають портал і Пайк обмінює його на вантаж зерна. Команді «Ентерпрайза» вдається з'ясувати, що портал живиться рідкісною речовиною хоронієм, якої лишилося на один запуск. Коли Боймлера готують до відправки в майбутнє, з XXIV століття прибуває його колега Беккет Марінер, намагаючись урятувати Боймлера. Спок і Боймлер безуспішно намагаються синтезувати хороній, тоді як Марінер і Ухура працюють над перекладом написів з порталу. Боймлер здогадується, що на «Ентерпрайзі» Пайка є деталь корпусу старого «Ентерпрайза» NX-01 з хоронію. Завдяки знайденій деталі портал вдається ввімкнути. Боймлер і Марінер повертаються у свій час, сказавши оріонцям, що в майбутньому вони мають гарну репутацію. Пайк погоджується визнати, що це оріонці знайшли портал, тим самим заклавши основу для розвінчання їхнього образу як лише піратів. Потім команда «Ентерпрайза» куштує оріонський напій, який змушує їх бачити себе, як у мультфільмі. |            |                                                                 |                 |                                  |                    |                                |                |                |
| 8 | 18         | «Under the Cloak of War» «Під покривом війни»                   | Джефф В. Берд   | Дейві Перез                      | 3 серпня 2023      | Буде оголошено                 | Буде оголошено | Буде визначено |
| На «Ентерпрайз» прибуває посол Дак'Ра, клінґонський генерал, який перейшов на бік Федерації. Він відомий тим, що вбив власних офіцерів, коли дізнався, що вони віддавали накази вбивати цивільних під час битви на супутнику Дж'Ґал. За це він отримав прізвисько «різник Дж'Ґала» Ветеранам війни між Федерацією та клінґонами, включно з Ортегас, М'Бенґою та Чепел, незручна його присутність. М'Бенґа та Чепел служили в польовому госпіталі на Дж'Ґалі, коли Дак'Ра був командувачем. Дак'Ра запевняє, що змінився та запрошує М'Бенґу приєднатися до його миротворчої місії. М'Бенґа відхиляє пропозицію Дак'Ра і висловлює сумніви в щирості слів посла. Під час особистої зустрічі М'Бенґа розкриває Дак'Ра правду: насправді це М'Бенґа вбив кліґонських офіцерів, скориставшись розробленим ним стимулятором. Дак'Ра тоді втік, приписавши собі різанину клінґонів. Стається бійка, і М'Бенґа, захищаючись, убиває Дак'Ра його ж кинджалом. М'Бенґа потім каже Пайку, що не збирався вбивати Дак'Ра, але не шкодує про це. |            |                                                                 |                 |                                  |                    |                                |                |                |
| 9 | 19         | «Subspace Rhapsody» «Підпросторова рапсодія»                    | Дермотт Доунс   | Дана Горґан і Білл Волкофф       | 10 серпня 2023     | Буде оголошено                 | Буде оголошено | Буде визначено |
| Джеймс Кірк відвідує «Ентерпрайз». У той час, команда виявляє складку підпростору, що могла б суттєво пришвидшити зв'язок. Проводячи комунікаційні експерименти, Ухура транслює запис пісні «Anything Goes» і це створює поле, в якому всі починають спілкуватися, співаючи. Спок припускає, що це «поле неймовірності», в якому реалізується одна з можливих реальностей — реальність-мюзикл. Пайк сперечається у пісні з Бетел перед командою та розуміє, що екіпаж тепер підкорюється законам мюзиклів, слабко контролюючи свої емоції. Чепел виграє престижну дослідницьку стипендію та висловлює в пісні, що вона надає перевагу кар'єрі над стосунками зі Споком. Лаан освідчується у своїх почуттях Кірку, перш ніж мюзикл змусить її це зробити, але він каже їй, що вже має стосунки з Керол Маркус. Клінґонський корабель, який теж підпав під дію «поля неймовірності», має намір підірвати складку, але експерименти показують, що це знищить усі кораблі поблизу. Ухура вважає, що спів підбадьорливого фіналу всією командою дасть достатньо енергії, щоб згорнути «поле неймовірності» до того, як прибудуть клінґони; вона заохочує команду «Ентерпрайза» співати про задоволення, яке вони знаходять у спільній роботі та дослідженні космосу, і коли пісня закінчується, «поле неймовірності» розсіюється. |            |                                                                 |                 |                                  |                    |                                |                |                |
| 10 | 20         | «Hegemony» «Гегемонія»                                          | Майя Врвіло     | Генрі Алонсо Майєрс              | 17 серпня 2023     | Буде оголошено                 | Буде оголошено | Буде визначено |
| Зореліт «Каюґа» відвідує людську колонію Парнас Бета, створену за зразком земного американського містечка. Чепел перебуває на борту «Каюґи», щоб провести планову вакцинацію. В цей час на планету нападають Ґорни і скидають пристрій — заглушувач зв'язку. Коли «Ентерпрайз» прибуває на сигнал лиха, «Каюґа» знищений, а на планету неможливо телепортуватися чи зв'язатися з поверхнею. Ґорни оголошують про поділ території таким чином, що планета опиняється в зоні їхнього впливу. Формально Федерація не може втрутитися, бо колонія не входила до її складу. Пайк таємно споряджає шаттл. Він сам, Ортеґас, Ла'ан і М'Бенґа та Сем Кірк висаджуються на поверхню. Вони знаходять Бетел і ще групу вцілілих, яких урятував інженер Зоряного флоту Монтгомері Скотт, створивши маскувальний пристрій. Коли молодий ґорн не вбиває Бетел, Пайк дізнається, що Бател заражена яйцями ґорнів. У той час Спок, дотримуючись стратегії, запропонованої Ухурою та Пелією, встановлює ракети на уламки «Каюґи», щоб під виглядом космічного сміття скинути їх на заглушувальний пристрій. Чепел, яка вижила та сховалася в одному з відсіків, бачить Спока і прямує йому назустріч у скафандрі. На заваді стає дорослий ґорн, якого Спок за допомоги Чепел убиває, розбивши йому шолом. Уламки падають на заглушувальний пристрій, що дозволяє «Ентерпрайзу» телепортувати на борт Пайка, Скотта, Бател, а також Спока та Чепел. Але ґорни захоплюють Ла'ан, М'Бенґу, Ортеґас, Сема та колоністів. Пайку доводиться вирішувати: відступати чи залишитися, щоб врятувати полонену команду. |            |                                                                 |                 |                                  |                    |                                |                |                |